# Christian von Brandt
Christian von Brandt (* 1684 in der Neumark; † 9. März 1749 in Berlin) war ein preußischer Staatsminister.

## Leben

### Familie
Christian von Brandt war Angehöriger des brandenburgischen Adelsgeschlechts Brandt und ein Sohn des kurbrandenburgisch-preußischen Generalmajors Paul von Brandt (1650–1697) und der Henriette Katharina von Somnitz aus dem Hause Grumsdorf (1657–1712). Christian vermählte 1717 sich mit Luise Wilhelmine von der Groeben (1699–1782). Aus der Ehe sind die Söhne Christian Ludwig von Brandt (1728–1786), Stallmeister des Prinzen von Preußen und Christoph Ernst von Brandt (1738–1792), Canonicus und Erbherr auf Lipke hervorgegangen.

### Werdegang
Brandt war seit Mitte November 1700 an der Brandenburgische Universität Frankfurt eingeschrieben und 1702 Respondent ebd. Er ging dann zunächst in den diplomatischen Dienst und war von 1717 bis 1720 war er als Envoyé in Dänemark, von 1721 bis 1723 Gesandter in Stockholm sowie von 1724 bis 1732 mit den Prädkat eines Geheimrates am Kaiserhof in Wien. Vielleicht schloss sich 1733 noch eine Gesandtschaft nach Warschau an? Seit dem 7. Januar war er preußischer Wirklicher Geheimer Rat und Staatsminister, Chef des geistlichen Departements also Minister für geistliche Angelegenheiten, Erster Präsident des Konsistoriums der Kurmark und Oberkurator der Universitäten und Schulen. Ab Januar 1738 war er zudem Direktor des Französischen Konsistoriums und des Conseil français.
Herr auf Ehrenberg in Pommern und Wutzig sowie Hermsdorf in der Neumark. In Hermdorf wurde er beigesetzt. Sein Nachfolger am französischen Oberdirektorium wurde Carl Ludolph von Danckelmann (1699–1764).